# Francis K. Shattuck
Francis Kittredge Shattuck (6 de marzo de 1824-9 de septiembre de 1898) fue un educador y líder cívico estadounidense.

## Biografía
Shattuck nació en Crown Point, condado de Essex, al norte del estado de Nueva York. Su madre era Betsy Mather, descendiente de Increase Mather, quien fue presidente de la Universidad Harvard de 1685 a 1701. Su padre, Weston Shattuck, originario de Massachusetts, era agricultor y falleció cuando Francis tenía 12 años. Francis obtuvo su título de maestro a los 18 años y ejerció durante cuatro años. Después se mudó a un pequeño pueblo de Vermont y trabajó como dependiente en una tienda, hasta que se enteró del descubrimiento de oro en California. Él y su amigo George Blake, quien por entonces también era su cuñado, se marcharon a California. En 1852, Shattuck y Blake, junto con dos socios que conocieron en los yacimientos de oro, William Hillegass y James Leonard, reclamaron cuatro franjas de tierra contiguas de 160 acres (0,65 km²) en la zona que se convirtió en el centro de Berkeley.
Desempeñó un papel fundamental en la creación y el gobierno del condado de Alameda. También fue el quinto alcalde de la ciudad de Oakland en 1859 y representó al 4.º distrito en la Asamblea Estatal de California entre 1860 y 1861. Representó al municipio de Oakland durante muchos años en la Junta de Supervisores del condado de Alameda, a partir de 1857. Fue elegido miembro de la junta directiva del municipio de Berkeley en 1884. Desempeñó un papel decisivo en la fundación de la Primera Iglesia Congregacional de Oakland.
Shattuck jugó un papel decisivo en lograr que el Central Pacific construyera un ramal hacia Berkeley en 1876, que conectaba la comunidad y la Universidad de California con la línea principal y el ferry del ferrocarril a San Francisco. Shattuck falleció tras ser atropellado por un hombre que bajaba de un tren al que intentaba subir en la avenida Shattuck. Fue enterrado junto a su esposa Rosa M. Shattuck, sus hermanas y sus esposos George Blake, Henry H. Havens y Benjamin F. Lee en el cementerio Mountain View de Oakland.